# El Parral (Chiapas)
El Parral es una localidad del estado mexicano de Chiapas, cabecera del municipio homónimo. 

## Geografía
La localidad está ubicada en la posición 16°22′7″N 93°0′24″O / 16.36861, -93.00667, a una altitud de 649 m s. n. m.
Según la clasificación climática de Köppen, el clima corresponde al tipo Aw-Tropical seco.

## Demografía
Cuenta con 11 949 habitantes lo que representa un incremento promedio de 0.98% anual en el período 2010-2020 sobre la base de los 10 865 habitantes registrados en el censo anterior. Ocupa una superficie de 4.458 km², lo que determina al año 2020 una densidad de 2680 hab/km².
| Gráfica de evolución demográfica de El Parral entre 2000 y 2020   |
|                                                                   |
| Fuente: Instituto Nacional de Estadística Geografía e Informática |

La población de El Parral está mayoritariamente alfabetizada (8.99% de personas analfabetas al año 2020) con un grado de escolarización en torno de los 7.5 años. Solo el 1.23% de la población es indígena.